# Dejvice

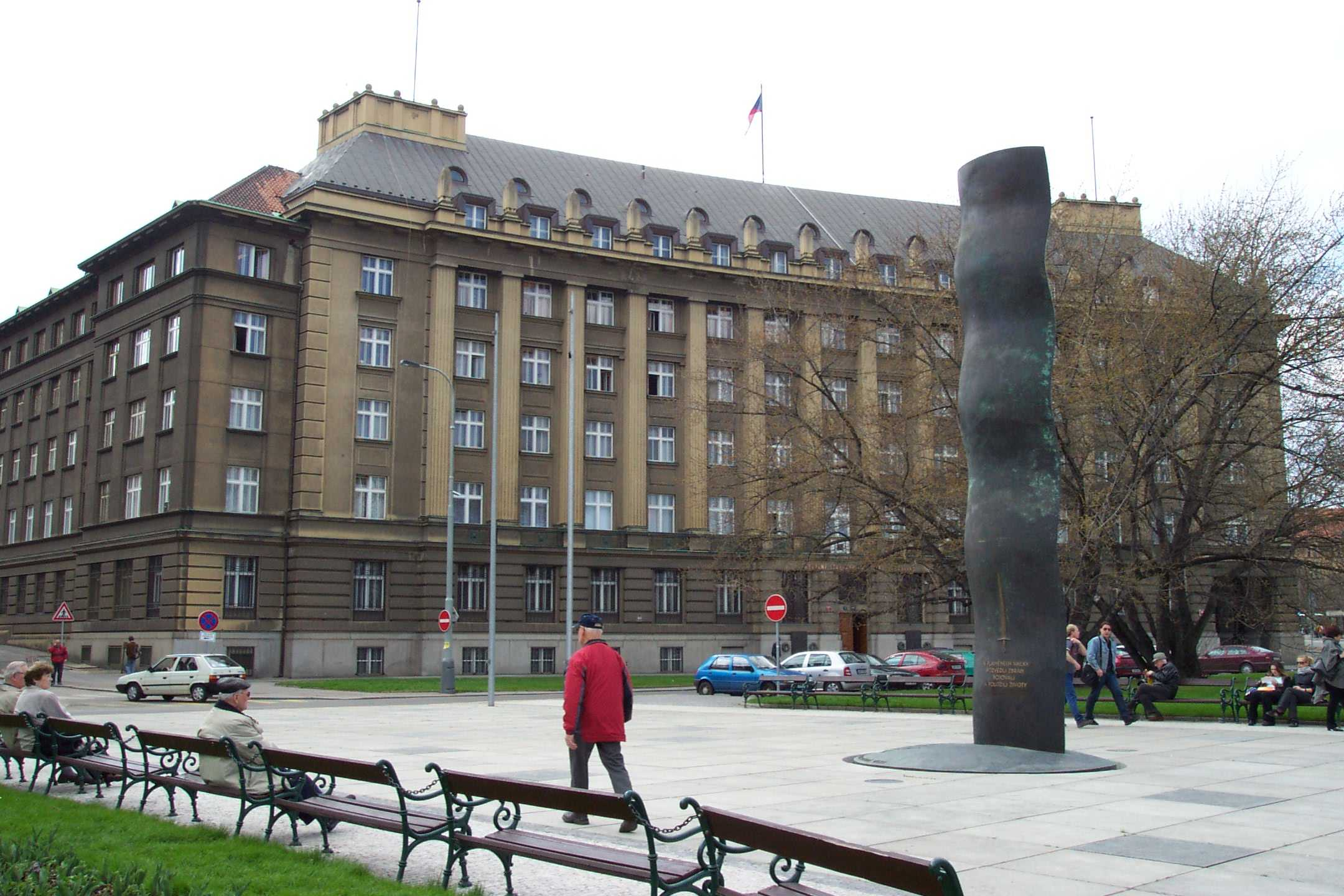
Sede de las Fuerzas Armadas de la República Checa en Dejvice.

Dejvice es una comunidad histórica y barrio municipal del distrito de Praga 6 de la capital de República Checa. Su historia se remonta a la época romana tardía. Dejvice es conocida por su atractivo para la clase media alta, y como distrito universitario. Es también el hogar del Dukla Praga, uno de los clubes de fútbol más exitosos de la época de Checoslovaquia y ligado tradicionalmente al Ejército checo.